# Comuna Șarovecika, Hmelnîțkîi
Șarovecika (în ucraineană Шаровечка) este o comună în raionul Hmelnîțkîi, regiunea Hmelnîțkîi, Ucraina, formată din satele Mațkivți și Șarovecika (reședința).

## Demografie
Componența lingvistică a comunei Șarovecika
     Ucraineană (70,66%)
     Polonă (26,2%)
     Rusă (3,03%)
     Alte limbi (0,12%)
Conform recensământului din 2001, majoritatea populației comunei Șarovecika era vorbitoare de ucraineană (70,66%), existând în minoritate și vorbitori de polonă (26,2%) și rusă (3,03%).